# 比尔·肖滕
威廉·理查德·肖滕（英語：William Richard Shorten；1967年5月12日—），澳大利亚工党籍政治家，出生于墨尔本，毕业于莫纳什大学。早年出身于工会因此從事工人权益方面的工作，2007年当选为澳洲众议院议员，2013年10月至2019年5月任澳大利亚工党领袖及联邦众议院反对党领袖。此前在工党执政时曾任教育部长、劳资关系部长等职。

## 參政之前
肖滕出生于墨爾本的工人家庭，其父是港口工人和工會幹部，其母是律師和大學學者。他中學入讀耶穌會所辦的私立名校沙勿略書院，大學入讀莫纳什大學，以文學士和法學士雙學位畢業。肖滕在大學期間參加了澳大利亞工黨右翼的青年組織——青年工黨網絡。後來又在墨爾本大學進修，獲得工商管理碩士學位。
肖滕學生時代即參與工黨和工會工作，為工黨部長做兼職幕僚。畢業后，他在一家經常代表工會的律師事務所工作，1994年加入全澳總工會的組織工作部擔任澳大利亞工人工會的見習組織幹部，1998年至2006年擔任澳大利亞工人工會的維多利亞州書記。1999年在工黨黨内預選中獲推舉為州議會候選人，但爲了繼續工會工作而選擇放棄。肖滕在工會的組織工作相當出色，2001年當選澳大利亞工人工會全國書記。
作爲全國最大工會之一的領導，肖滕逐渐開始參加工黨黨務，任工黨全國執委至2011年，并曾任工黨維州黨部的行政委員。2005至2008年任工黨維州黨部主席。其他職務包括全國和維州的養老金基金董事、全澳總工會執委、全澳無籃板籃球協會和澳洲板球協會的顧問等。由於其工人工會背景，肖滕被認爲是工黨内主要右翼派系（工黨團結派）的領袖人物。
2007年塔斯馬尼亞的貝肯斯菲爾德金礦發生坍塌事故，作爲工會領導人的肖滕立即到場調度救援，在救援工作中屢次接受採訪向公众解釋進程，使得肖滕被大众熟知。

## 從政經歷
同年，肖滕辭去其他職務競選澳大利亞國會下議院議席並在2007年澳洲聯邦大選中當選議員。肖滕入選國會下議院后在陸克文政府中擔任殘疾及兒童服務政务次长。
2010年6月，肖滕作为党内派系领袖，對吉拉德发起的工黨黨内政變中扮演了重要角色。随即在吉拉德政府中，肖滕历任助理財長、金融服務及養老金部長，2011年12月，肖滕更晋升为内閣中的勞資關係部長。而在数次不稳定的领袖之争中，肖滕始终以内阁资深部长的身份力挺吉拉德。
然而，在2013年6月，陆克文再度发动工黨領袖权表決，肖滕再度倒戈支持陸克文，並稱如果吉拉德贏得表決他會辭去内閣職務。最终陸克文奪回總理職位，后肖滕在第二次陆克文内阁内改任教育部长。在时间不长的教育部长任上，肖顿主持了重要的“Gonski”教育改革工作，并与数州达成了协议。
不久，在9月的大选中工党失利，党魁陆克文宣布卸任。肖滕遂宣佈競選黨魁，并于2013年10月18日按照新訂立的党内选举规则击败安東尼·阿爾巴尼斯，成为新任反对党领袖。
他兩度帶領工黨於2016和2019年進行大選，以挑戰執政聯盟，但均未成功。在2019年5月18日的大選中，由于工黨未能如外界普遍預期而取得執政權，肖滕在當晩宣布败选，同时表态辭任工党领袖职务，但保留个人连任成功的议席。他於同月30日正式卸任，由當初競選黨魁時的對手阿爾巴尼斯接任。他留在眾議院前坐，並被委任為影子公共服務部長和影子全國殘疾保險計劃部長。

## 個人生活
肖滕雖為工黨重要领导人，但卻和政壇右翼有相當多的個人聯係。其前妻的父親和祖父都是自由黨籍政客。肖滕的現任妻子是前任澳大利亚总督昆廷·布赖斯的女兒。
| 澳大利亚议会                 | 澳大利亚议会                                   | 澳大利亚议会               |
| ---------------------------- | ---------------------------------------------- | -------------------------- |
| 前任者： Bob Sercombe        | 众议院玛利拜朗选区议员 2007年－2025年          | 繼任者： 空缺              |
| 前任者： 陆克文              | 澳大利亚工党领袖 2013年10月13日－2019年5月18日 | 繼任者： 安东尼·阿尔巴尼西 |
| 官衔                         |                                                |                            |
| 前任者： 克理斯·宝文（代理） | 反对党领袖 · 2013年10月13日－2019年5月18日     | 繼任者： 安东尼·阿尔巴尼西 |
| 政府职务                     |                                                |                            |
| 前任者： 彼得·加勒特         | 澳大利亚教育部部长 2013年                      | 繼任者： 克里斯托弗·派恩   |